# Alexander Malleta
Alexander Malleta (La Habana, Cuba, 22 de enero de 1977) es un jugador de béisbol cubano. Actúa como primera base para el equipo Industriales, y ha integrado varias veces la Selección de béisbol de Cuba. Ha participado en 13 Series Nacionales, alcanzando 3 títulos, todos con Industriales y siendo elegido el MVP (jugador más valioso) de las postemporadas del 2006 y 2010, coincidiendo con los últimos campeonatos conquistados por Industriales. Con el equipo Cuba obtuvo la medalla de plata en los Juegos Olímpicos de Pekín 2008 y participó en el Clásico Mundial de Béisbol 2009.

## Comienzo en Series Nacionales
Con 18 años de edad, vistiendo la camiseta de Industriales, debuta en la máxima categoría del béisbol cubano en la temporada 1995-1996. Durante su primera temporada compareció al bate en 52 ocasiones promediando para .308 con 12 carreras impulsadas. Esa temporada, bajo la dirección de Pedro Medina y con una nómina que incluía a jugadores de alto nivel como Javier Méndez, Lázaro Vargas Germán Mesa y Juan Padilla, Industriales se alza con su octavo título en Series Nacionales.
Luego de la campaña de su debut, Alexander Malleta alternó campeonatos de bajo rendimiento individual y ausencias, durante las próximas cuatro temporadas. Así, tras una mala campaña en la Serie 96-97, no participa en la temporada de 97-98, para regresar a los clásicos nacionales en la Serie 1998-1999 esta vez defendiendo los colores de Metropolitanos. Con los “Metros” (el segundo equipo de Ciudad de La Habana), el rendimiento ofensivo de Malleta vuelve a ser pobre promediando solo para .238 en 84 turnos oficiales al bate, con apenas 8 carreras impulsadas. La ausencia nuevamente de la siguiente Serie (1999-2000) marca el final de una etapa irregular en cuanto a participaciones y rendimiento en las series nacionales. Cuando reaparece, para fines del año 2000, Malleta comienza a labrarse un historial de prestigio dentro de los clásicos cubanos de béisbol.
En la temporada 2000-2001 se observa el despegue ofensivo de Malleta, nuevamente defendiendo la camiseta de Industriales. Alcanza la cifra de 11 homeruns aunque aún con un pobre promedio de .234. Para el próximo año el promedio asciende a .304 aunque conecta solamente un homerun con tan solo 69 turnos al bate. El poco juego que encuentra en Industriales lo hace regresar a Metropolitanos para las próximas dos temporadas, en las que se consolida como uno de los mejores bateadores capitalinos del momento, conectando 26 cuadrangulares e impulsando 96 carreras entre ambas temporadas.

## Regreso a Industriales y etapa dorada

### 2004-2005
Jugando nuevamente para Industriales, que mantenía la dirección de Rey Vicente Anglada, con un promedio ofensivo de.330, 14 jonrones y 68 carreras impulsadas, Malleta se convierte en el primera base y cuarto bate titular de los azules. En esta nueva etapa el equipo se había visto obligado a renovarse luego de varias bajas importantes como las de Javier Méndez, Kendry Morales y Bárbaro Cañizares. Ese año, Industriales alcanza el 5.º puesto en el campeonato luego de los títulos logrados en las dos campañas anteriores.

### 2005-2006
La serie número 45 del béisbol cubano quedó marcada por un nuevo triunfo de Industriales y una gran actuación de Malleta en los juegos decisivos de la postemporada. Con un promedio de .353, con 8 jonrones y 22 carreras impulsadas (récord en su momento para postemporada) que lo llevaron a ser seleccionado como el MVP (jugador más valioso), Malleta lideró a los azules en la búsqueda de su título número 11, el segundo para Malleta en el plano individual. En la gran final se enfrentaron Industriales y Santiago de Cuba, todo un clásico del béisbol cubano, imponiéndose el primero 4 juegos por 2. Malleta decidió el sexto y último partido con un largo cuadrangular por el jardín derecho ante los envíos del estelar lanzador santiaguero Ormani Romero. Además, al finalizar esa temporada, fue llamado a formar parte del Equipo Cuba de béisbol.

### 2006-2007
El rendimiento en la temporada 06-07 fue algo menor de lo esperado durante la etapa regular. Sin embargo, en la postemporada se pudo ver a Malleta en plena forma ofensiva implantando un nuevo récord de jonrones para series de postemporadas con 8 y llevando a Industriales a una nueva final, a pesar del pobre rendimiento ofensivo del equipo. En esa campaña, Malleta e Industriales alcanzaron el subcampeonato, perdiendo la final en 7 partidos ante el mismo rival del año anterior, Santiago de Cuba. La espectacular actuación en los juegos de postemporada (.396 de promedio y 20 carreras impulsadas sumado al récord de cuadrangulares) permitió que Malleta fuera llamado nuevamente a formar parte de la selección nacional cubana de ese año.

### 2007-2008
Los mejores números ofensivos de Malleta se vieron en la temporada 07-08, promediando un alto .365 con 17 cuadrangulares y 67 impulsadas. Esta vez, Industriales cae hasta el sexto puesto de la serie, luego de perder en el cruce de la postemporada contra su gran rival de la zona occidental Pinar del Río, equipo que contaba con jugadores como Pedro Luis Lazo y Yosvani Peraza.

### 2008-2009
Durante la temporada 08-09, Malleta tuvo un ligero descenso ofensivo comparado con las series anteriores. A pesar de esto, sus números no se pueden calificar de malos: promedio de .286, 12 cuadrangulares y 56 impulsadas. Esta serie fue pésima en el orden colectivo, Industriales no logró clasificar para la postemporada y finalizó en un insólito 12do puesto, igualando la peor actuación histórica del equipo que databa del año 1979.

### 2009-2010
Temporada de un inesperado y muy seguido triunfo de Industriales, nuevamente con una actuación brillante de Malleta en postemporada. Durante la temporada regular los números fueron similares a la campaña anterior, mientras que el equipo logró su clasificación en la última fecha. Nuevamente en la serie de play-off el rendimiento de Malleta fue muy destacado con números que hablan por sí solos: .388 de promedio, 4 jonrones y 18 impulsadas, siendo nuevamente merecedor del título de MVP de esa postemporada. La serie final contra Villa Clara, que había sido el mejor equipo de la campaña regular, se decidió en 7 cerrados juegos. En el último partido jugado en el estadio Sandino de Villa Clara, Malleta conectó uno de los jonrones de esa postemporada contribuyendo a la victoria definitiva de los azules en ese partido.

### 2010-2011
Malleta, tuvo su mejor temporada jonronera durante esta Serie, alcanzando la cifra de 27 cuandrangulares (récord para jugadores de la capital en cualquier torneo nacional). Además, su promedio fue de .322, con 76 carreras impulsadas. A pesar de los números de su cuarto bate, Industriales no pudo clasificar a la postemporada, al quedar en el quinto puesto de la zona occidental.

## Equipo Cuba
Con el Equipo Cuba de béisbol Malleta ha participado en varios torneos internacionales organizados por la IBAF. Logró coronarse campeón de la Copa Intercontinental del 2006 en Taiwán, los Juegos Centroamericanos del 2006 y los Juegos Panamericanos de Río de Janeiro 2007. En el año 2008 participa en los Juegos Olímpicos de Beijing donde el equipo cubano cae en la final y obteniendo la medalla de plata. En este torneo, una polémica decisión del entonces mánager de Cuba, Antonio Pacheco, causó grandes molestias en los aficionados. Pacheco, llevó a Malleta al banco luego de un inicio pobre ofensivamente. Malleta no volvió a la titularidad en el resto del torneo, jugando en la primera base Héctor Olivera, segunda base suplente de ese equipo e igualmente defensor de la segunda almohadilla en su equipo Santiago de Cuba. Durante el 2009 participa en el II Clásico Mundial de béisbol organizado por la MLB, donde el equipo cubano no pudo avanzar a las semifinales al caer derrotado por Japón, equipo terminaría coronándose en el torneo. En el año 2010 Malleta regresa nuevamente a la principal selección de Cuba y se corona por segunda vez en la Copa Intercontinental 2010 celebrada en China Taipéi.